# Choi Se-bin
Choi Se-bin (kor. 최세빈; * 11. August 2000 in Suwon) ist eine südkoreanische Säbelfechterin.

## Erfolge
Choi Se-bin erzielte 2023 ihre ersten internationalen Erfolge, als sie im Mannschaftswettbewerb der Asienmeisterschaften in Wuxi sogleich Asienmeisterin wurde. Bei den Weltmeisterschaften 2023 in Mailand belegte sie mit der Mannschaft ebenso den dritten Platz wie bei den 2023 ausgetragenen Asienspielen 2022 in Hangzhou. 2024 folgte bei den Asienmeisterschaften in Kuwait eine weitere Bronzemedaille. Zur Mannschaft gehörten bei all diesen Erfolgen neben Choi noch Yoon Ji-su und Jeon Eun-hye. Bei den Asienmeisterschaften und den Asienspielen im Jahr 2023 komplettierte Hong Hae-un die südkoreanische Mannschaft und bei den Weltmeisterschaften 2023 und den Asienmeisterschaften 2024 Jeon Ha-young.
Bei den Olympischen Spielen 2024 in Paris startete Choi in zwei Konkurrenzen. Im Einzel zog Choi nach drei Siegen ins Halbfinale ein, in dem sie gegen Manon Apithy-Brunet aus Frankreich mit 12:15 verlor. Im abschließenden Gefecht um Bronze unterlag sie mit 14:15 auch knapp der Ukrainerin Olha Charlan, sodass Choi als Vierte einen Medaillengewinn knapp verpasste. Erfolgreicher verlief hingegen der Mannschaftswettbewerb für Choi. Gemeinsam mit Yoon Ji-su, Jeon Eun-hye und Jeon Ha-young erreichte sie das Finale, nachdem in der ersten Runde die Vereinigten Staaten mit 45:35 und im anschließenden Halbfinale Frankreich mit 45:36 bezwungen wurden. Dort trafen die Südkoreanerinnen auf die Équipe der Ukraine, der sie mit 42:45 unterlagen und damit die Silbermedaille gewannen.